# کرستون (کالیفرنیا)
کرستون (به انگلیسی: Creston) یک منطقهٔ مسکونی در ایالات متحده آمریکا است که در شهرستان سن لوییز اوبیسپو، کالیفرنیا واقع شده‌است. کرستون ۱٫۴۷۳ کیلومتر مربع مساحت و ۹۴ نفر جمعیت دارد.